# 源兼定
源 兼定（みなもと の かねさだ）は、平安時代後期から鎌倉時代初期にかけての公卿。従三位治部卿。

## 経歴
村上源氏雅兼流、権中納言・源雅頼の長男。官位は従三位・治部卿。
母は太皇太后宮少進・源盛定の娘。初名は雅能、兼房と改名し、さらに兼定と改めた。弟・兼忠に比べると極めて遅い昇進であるため、雅頼の事実上の嫡子は兼忠であったと考えられる。生母の出自も兼忠の母の方が格上である。

## 官歴
以下、『公卿補任』と『尊卑分脈』の内容に従って記述する。
- 保元元年（1156年）11月28日、叙爵[1]。
- 応保元年（1161年）1月23日、民部大輔に任ぜられる[2]。
- 長寛3年（1165年）1月5日、従五位上に昇叙。
- 仁安2年（1167年）1月30日、讃岐介を兼ねる。
- 承安2年（1172年）、昇殿を許され宇佐使を勤める。
- 安元元年（1175年）、除籍された。
- 治承元年（1177年）11月15日、母の喪が明けて復任[3]。
- 治承3年（1179年）還任して昇殿を許された。
- 寿永2年（1183年）1月5日、正五位下に昇叙[4]。
- 文治5年（1189年）9月26日、木工頭に任ぜられる[5]。
- 建久元年（1190年）10月9日、父・雅頼の喪が明けて復任した。
- 建久5年（1194年）1月30日、越前権介を兼ねる。
- 建久8年（1197年）1月30日、蔵人に補される。
- 建久9年（1198年）1月11日には新帝の蔵人に補される。
- 元久元年（1204年）4月12日、左少弁に任ぜられる[6]。
- 元久2年（1205年）1月5日、従四位下に昇叙。
- 建永元年（1206年）10月10日、権右中弁に転任。
- 建永2年（1207年）1月5日、従四位上に昇叙。
- 承元元年（1207年）10月29日、右中弁に転任。
- 承元2年（1208年）7月9日、左中弁に転任し、同月13日には装束使を勤める。12月9日、正四位下に昇叙。
- 承元3年（1209年）1月13日、左中弁と木工頭を止め、治部卿に任ぜられる[7]。
- 承元4年（1210年）6月17日、従三位に叙される。
- 建暦元年（1211年）10月12日、治部卿を辞した[8]。
- 建保4年（1216年）6月15日に出家し、16日に薨去。享年68。

## 系譜
- 父：源雅頼（1127-1190）
- 母：源盛定の娘
- 妻：不詳
  - 男子：源定平
  - 男子：源兼平
  - 男子：源家兼
  - 男子：源隆兼
  - 男子：源定実
  - 男子：源国平
  - 男子：兼遍
  - 男子：澄舜
  - 男子：定成